# 재할인율
재할인율(再割引率, 영어: bank rate)은 일반 은행이 중앙은행(대한민국의 경우 한국은행)으로부터 직접 대출할 경우에 적용되는 금리를 가리킨다. 재할인율은 은행간 시장에서의 금리보다 높은 수준에서 책정된다. 재할인율 정책은 은행의 지급준비금이 부족할 경우 중앙은행이 최종대부자로 나서 은행 시스템에 유동성을 공급하는 데 의의가 있다.

## 같이 보기
- 콜금리
- 통화 정책